# Ashi Sonam Choden Wangchuck
Ashi Sonam Choden Wangchuck, född 25 juli 1953, prinsessa av Bhutan, äldsta dottern av Jigme Dorji Wangchuck, hon har varit kungens representant i finansministeriet 1974-1989 och 1991-1996, och jordbruksministeriet 1991-1994 och 1996-1997.